# Alto-forno

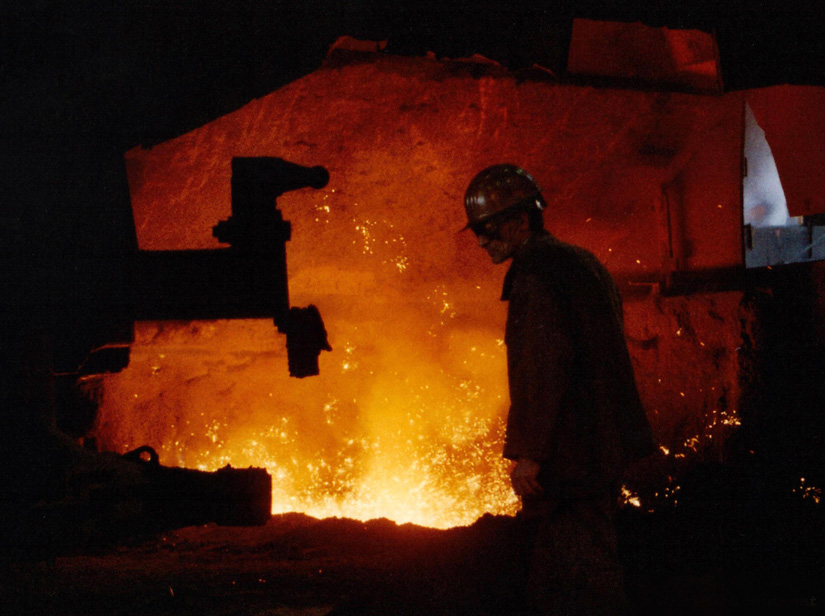
Alto-forno em funcionamento

Alto-forno é como se chama o reator químico, na siderurgia, de tamanho variável, externamente revestido por metal e internamente com material refratário, onde é reduzido o minério de ferro, a fim de transformá-lo em ferro-gusa.

## Histórico

### Antiguidade
Os altos-fornos mais antigos conhecidos foram construídos no China da dinastia Han, no Século I a.C., embora os artefatos férreos encontrados neste país datem do Século V a.C. - o que torna possível acreditar-se que a história dos altos-fornos na China seja mais antigo do que atualmente se supõe. Estes fornos primitivos possuíam paredes de barro com grande quantidade de minerais fosfóricos.
Enquanto se acreditava por muito tempo que os chineses haviam desenvolvido o método de fundição do ferro, Donald Wagner (mesmo autor da referência anterior), publicou novo trabalho substituindo algumas das afirmações de seu trabalho anterior. Nesta pesquisa mais recente, o autor coloca a data dos primeiros artefatos de fundição entre os séculos IV e V a.C., mas também cogita de evidências de que o uso dos fornos de fundição tenha se difundido para o ocidente. Ele sugere, também, que os altos-fornos primitivos teriam se evoluído a partir dos fornos para derretimento do bronze. Isso pode ser confirmado pelo que é hoje conhecido como "uma das maiores obras de engenharia", o "mar de fundição" uma bacia de cobre no templo de Jerusalém, que pesava cerca de 30 toneladas e comportava 40 000 litros de água, construído pelo povo hebreu em meados do século IX a.C. no reinado de Salomão.

### Europa Antiga
O ferro foi fundido pelos gregos, celtas, romanos e cartagineses da Antiguidade. Foram encontrados vestígios variados na França (antiga Gália). Materiais encontrados na atual Tunísia sugerem seu uso por ali, como também na Antioquia durante o período helenístico. Embora seja pouco conhecido o seu uso durante a Idade Média, o processo provavelmente continuou em uso. A fundição aperfeiçoada recebeu o nome de forja catalã, e foi inventada na Catalunha, na atual Espanha, durante o século VIII. Em vez de usar a estrutura de ventilação natural, adicionou o sistema de foles para bombear o ar no interior. Isso permitiu a um tempo produzir um ferro de melhor qualidade, como aumentou-lhe a capacidade. É reconhecido que os monges cistercianos, que eram bons engenheiros e qualificados metalúrgicos, tinham conseguido produzir um verdadeiro aço, sendo considerados os inventores do alto-forno na Europa.

### Idade Média
Os alto-fornos mais antigos conhecidos foram construídos na Suécia ocidental, em Lapphyttan, e o complexo esteve ativo entre os anos de 1150 a 1350. Em Noraskog, no município sueco de Järnboås foram encontrados restos de altos-fornos datados de antes desse período, provavelmente por volta de 1100. Isso constitui um fato obscuro, e será possivelmente impossível determinar se o alto-forno foi desenvolvido independentemente na Suécia medieval, ou se este conhecimento foi-lhes transmitido de alguma forma, da Ásia. Estes primitivos fornos, a exemplo dos chineses, eram extremamente ineficientes, se comparados com os atuais. Era utilizado o ferro das minas de Lapphyttan para a produção de bolas de ferro forjado, conhecidas como osmonds, e que eram internacionalmente comercializadas - uma possível referência disso encontra-se em um tratado com Novgorod, de 1203, além de várias referências certas nas contas alfandegárias inglesas entre os anos de 1250 a 1320. Foram também identificados fornos dos séculos XIII a XV na Vestfália.
Podem ter sido também transmitidos os conhecimentos dos avanços tecnológicos promovidos pela Ordem de Cister, inclusive do forno de produção do aço. Um alto-forno medieval (e o único identificado fora da Inglaterra, e que se acreditou conter avanços semelhantes aos alto-fornos modernos) foi identificado por Gerry McDonnell, arqueometalúrgico da University of Bradford. Ela localizava-se em Laskill, uma estação externa da Abadia de Rievaulx, produtora de aço. Sua data, entretanto, não é precisa; ela certamente não sobreviveu à dissolução dos monastérios, promovida na década de 1530 por Henrique VIII - razão pela qual esse conhecimento não se espalhou para além de Rievaulx.
A data de operação do forno não apenas não está clara, como também é possível não haver sobrevivido por muito tempo, de acordo com registros do Conde de Rutland, em 1541.

## Funcionamento

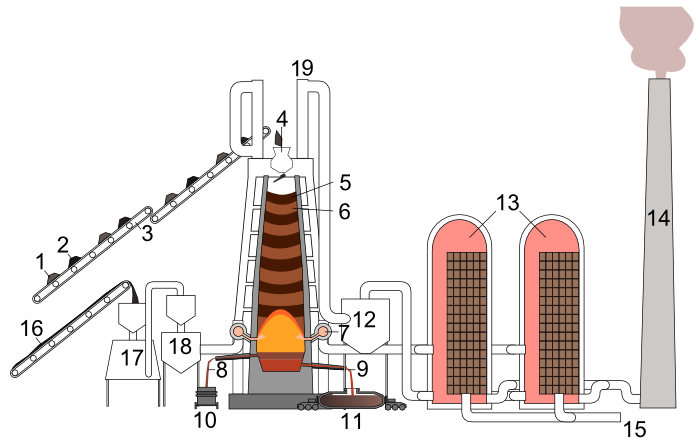
Detalhes do funcionamento de um alto-forno.

Uma correia transportadora conduz a carga contendo as matérias primas ferrosas, fundentes e coque para a parte superior do forno, onde são distribuídas alternadamente em seu interior. Em uma região chamada zona de combustão, as ventaneiras sopram gases à elevadas temperaturas, contendo oxigênio e outros combustíveis auxiliares (óleo mineral, carvão pulverizado, gás natural, etc.), que sobem e reagem com a carga metálica contida no interior do forno, causando sua redução e fusão.
A principal reação química que produz o ferro fundido é:
Fe2O3 + 3CO → 2Fe + 3CO2
Essa reação pode ser dividida em várias etapas. A primeira envolve o ar explosivo pré-aquecido soprado no forno com o carbono do coque para produzir monóxido de carbono:
2C(s) + O2(g) → 2CO(g)
O monóxido de carbono é um gás redutor do minério de ferro e reage com o óxido de ferro para produzir ferro fundido e dióxido de carbono.
3Fe2 O3(s) + CO(g) → 2Fe3 O4(s) + CO2(g)
A temperaturas em torno de 850° C, o ferro é reduzido ainda mais ao óxido de ferro:
Fe3 O4 (s) + CO (g) → 3FeO (s) + CO2(g)
A medida que o óxido de ferro FeO  desce para a área com temperaturas mais altas, variando até 1 200 °C graus, ele é reduzido ainda mais para o metal de ferro: 
FeO(s) + CO(g) → Fe(s) + CO2(g)

Os produtos das reações que ocorrem no alto-forno são o ferro-gusa e a escória, escoados no estado líquido para a base do reator e separados por diferença de densidade. O ferro-gusa é conduzido por canais refratários para os carros torpedos para ser transportado para as aciarias. A escória é levada para os granuladores de escória.